# Allonemobius sparsalsus
Allonemobius sparsalsus är en insektsart som först beskrevs av Fulton 1930.  Allonemobius sparsalsus ingår i släktet Allonemobius och familjen syrsor. Inga underarter finns listade i Catalogue of Life.